# Josep Mirabent i Magrans
Josep Mirabent i Magrans (Sitges, juliol del 1907 - 1981) fou un industrial i polític català.
Nascut a Sitges el 1907, era fill de Josep Mirabent i de Rita Magrans. Fou alumne del col·legi dels Maristes.
Juntament amb Josep Maria Massip, Pere Curtiada i Ferrer i Ramon Planes i Izabal, fundà l'Ateneu El Centaure i va ser tresorer de la primera junta directiva. El 1931 es convertí en un dels membres destacats de la delegació local del Partit Catalanista Republicà, formació política que anys més tard passaria a ser coneguda amb el nom d'Acció Catalana Republicana.
Integrat en la candidatura de Concòrdia Sitgetana, el febrer de 1934 esdevingué regidor de l'ajuntament governat per Salvador Olivella, del qual fou síndic i president de l'àrea de cultura i turisme. Des d'aquest darrer càrrec impulsà la creació de la primera colònia escolar de la vila, que s'instal·là a la Plana Novella l'estiu de 1934. També tingué un paper destacat en la conversió del Cau Ferrat com a museu, i en la creació, l'any 1936, de la Biblioteca Santiago Rusiñol. Després de la Guerra Civil i fins a l'any 1967 va compaginar la seva feina com a industrial del ram de la construcció amb diversos càrrecs polítics. D'altra banda en els anys 50 va pertànyer a les directives del Foment del Turisme, de la Unió Esportiva Sitges, i de la Comissió Executiva Permanent de les Exposicions de Clavells.
De 1970 a 1975 fou president del Casino Prado, període en què es van restaurar les pintures d'Agustí Ferrer i Pino que decoren la façana de l'edifici. Des de molt jove ja va demostrar una gran qualitat com a actor de teatre, i l'any 1930 interpretà el paper de protagonista a la tragèdia Orfeu, dirigida per Artur Carbonell. L'estrena d'aquesta obra al Prado provocà una gran polèmica, i va esdevenir un punt d'inflexió en la modernització del teatre sitgetà. A partir d'aquest moment va protagonitzar altres obres importants entre les quals destaca Egmont (1932). Malgrat que es va moure sempre dins el terreny amateur, fou repetidament elogiat i més d'un crític assenyalà les seves facultats escèniques. L'any 1972 fundà les Joventuts Musicals de Sitges i des de la presidència de l'entitat promogué diverses activitats destinades a difondre la música clàssica, com ara els Cicles de Concerts d'Estiu, que es començaren a celebrar al racó de la Calma a partir de 1976.
L'any 1993, amb la finalitat de recordar Josep Mirabent i Magrans, la seva família va començar a organitzar el Concurs Josep Mirabent i Magrans de cant i música de cambra.